# Радзеховиці-Перші
Радзеховиці-Перші (пол. Radziechowice Pierwsze) — село в Польщі, у гміні Ладзиці Радомщанського повіту Лодзинського воєводства.
Населення — 552 особи (2011).
У 1975-1998 роках село належало до Пйотрковського воєводства.

## Демографія
Демографічна структура станом на 31 березня 2011 року:
|          | Загалом | Допрацездатний вік | Працездатний вік | Постпрацездатний вік |
| -------- | ------- | ------------------ | ---------------- | -------------------- |
| Чоловіки | 341     | 50                 | 230              | 61                   |
| Жінки    | 211     | 35                 | 125              | 51                   |
| Разом    | 552     | 85                 | 355              | 112                  |